# Alexandre Roinachvili
Alexandre Roinachvili (en géorgien : ალექსანდრე როინაშვილი; connu aussi sous le nom russifié d'Alexandre Solomonovitch Roïnov, Александр Соломонович Роинов) (1846-1898) est un photographe géorgien.

## Biographie
Né à Doucheti, alors dans l'Empire russe, Alexandre Roinachvili déménagea au début des années 1860 à Tiflis, ancien nom de Tbilissi. Il apprit la photographie de T. Khlamov et devint en 1875 le premier photographe professionnel géorgien. Il ouvrit son propre studio et ses photos gagnèrent les foyers géorgiens. Avec ses photos d'antiquités, d'œuvres culturelles et de lieux d'intérêt géorgiens, il créa en 1887 un musée mobile, allant dans des villes telles que Astrakhan, Saratov ou Saint-Pétersbourg.
En 1905, le photographe Dimitri Ermakov hérita de ses tirages et négatifs.

## Galerie

### Portraits

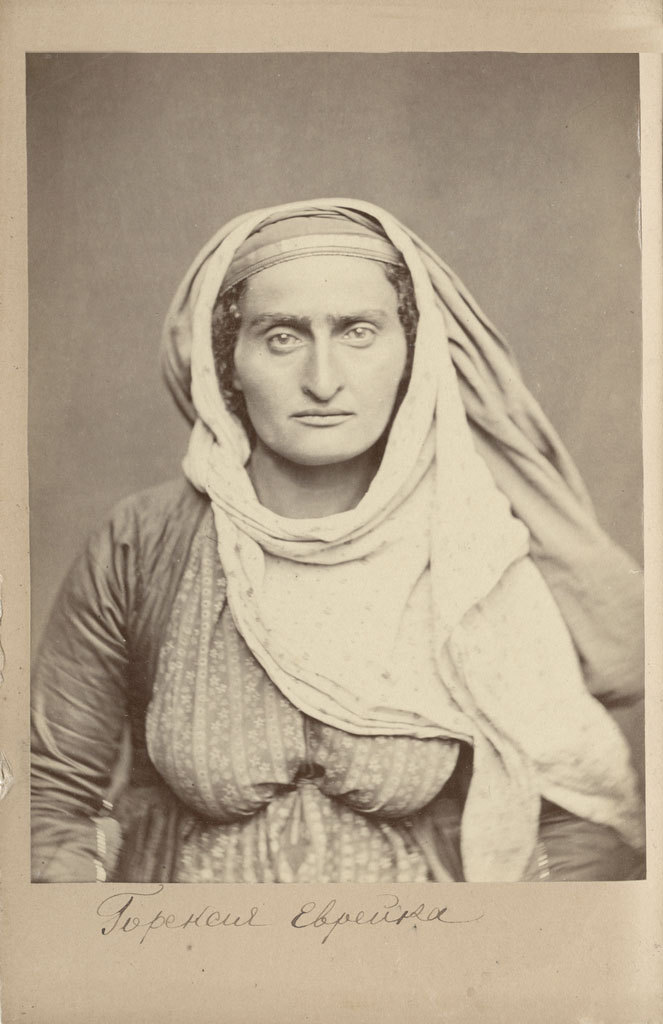
Juive des montagnes (Daghestan)
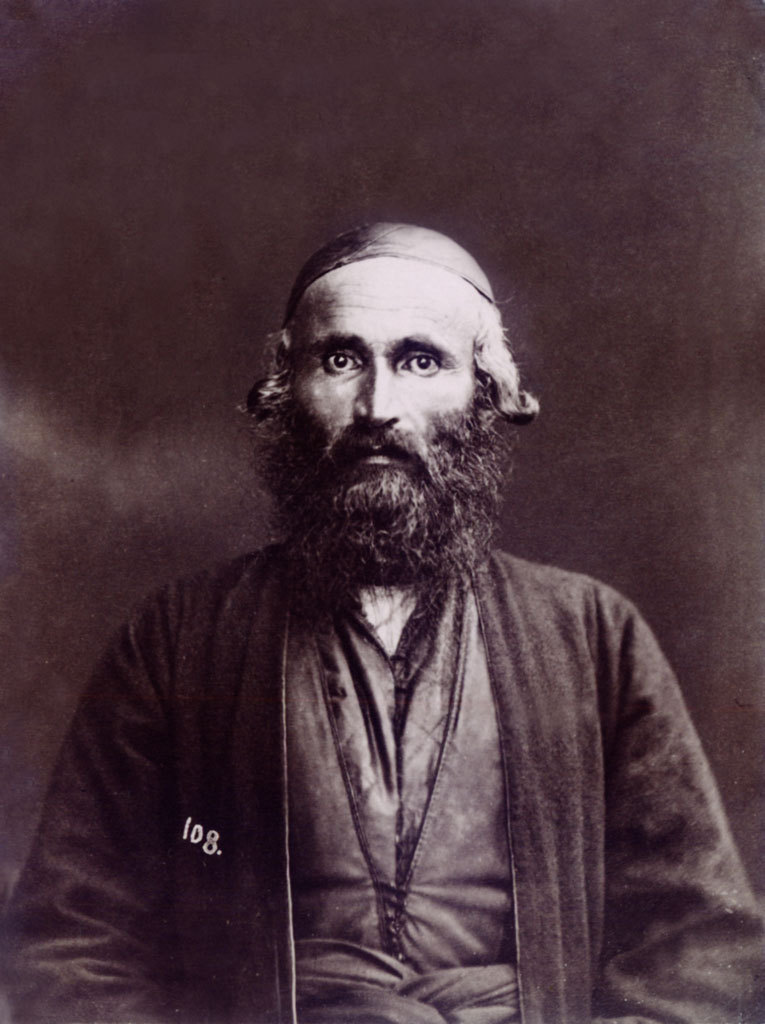
Juif des montagnes (Daghestan)
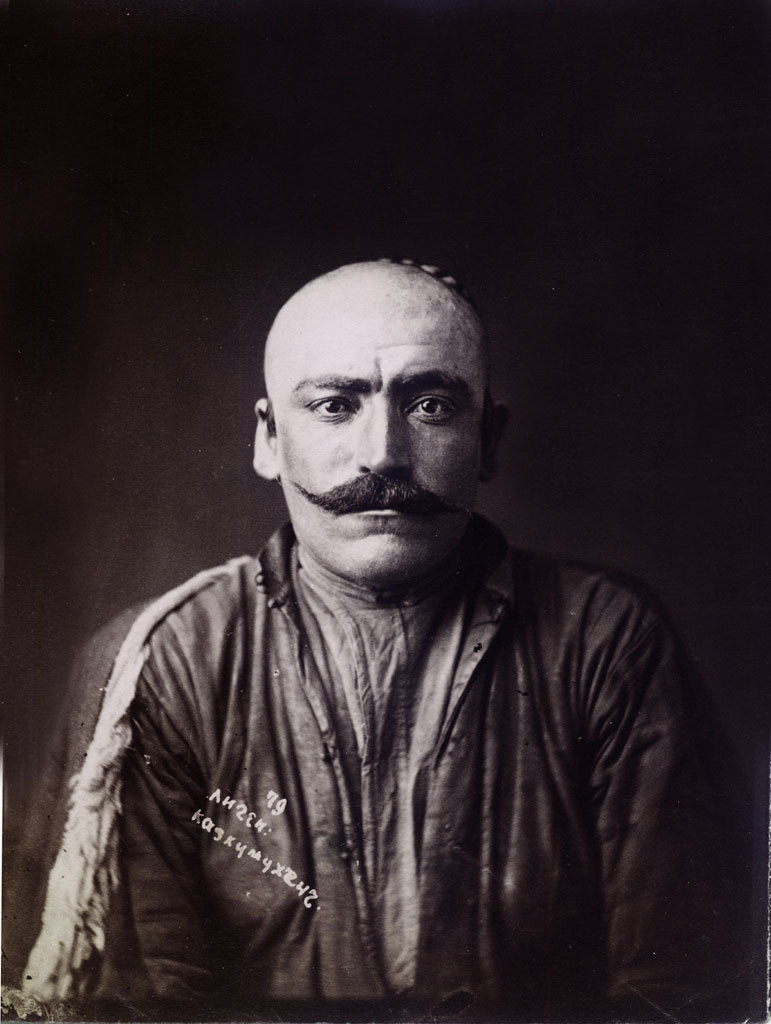
Homme du Daghestan
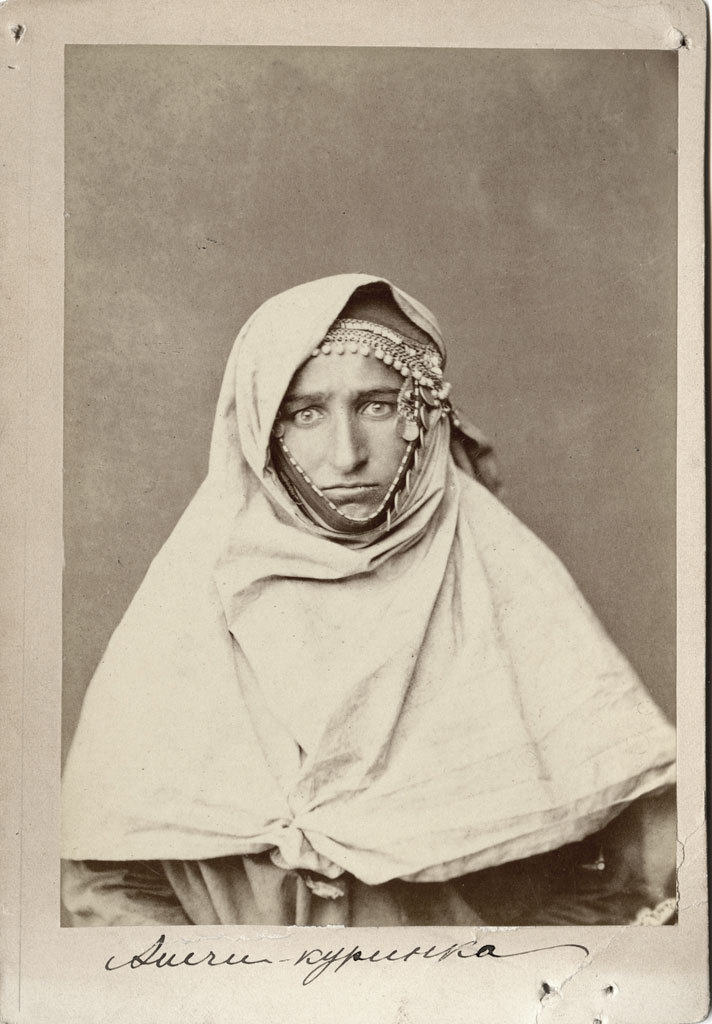
Femme du Daghestan
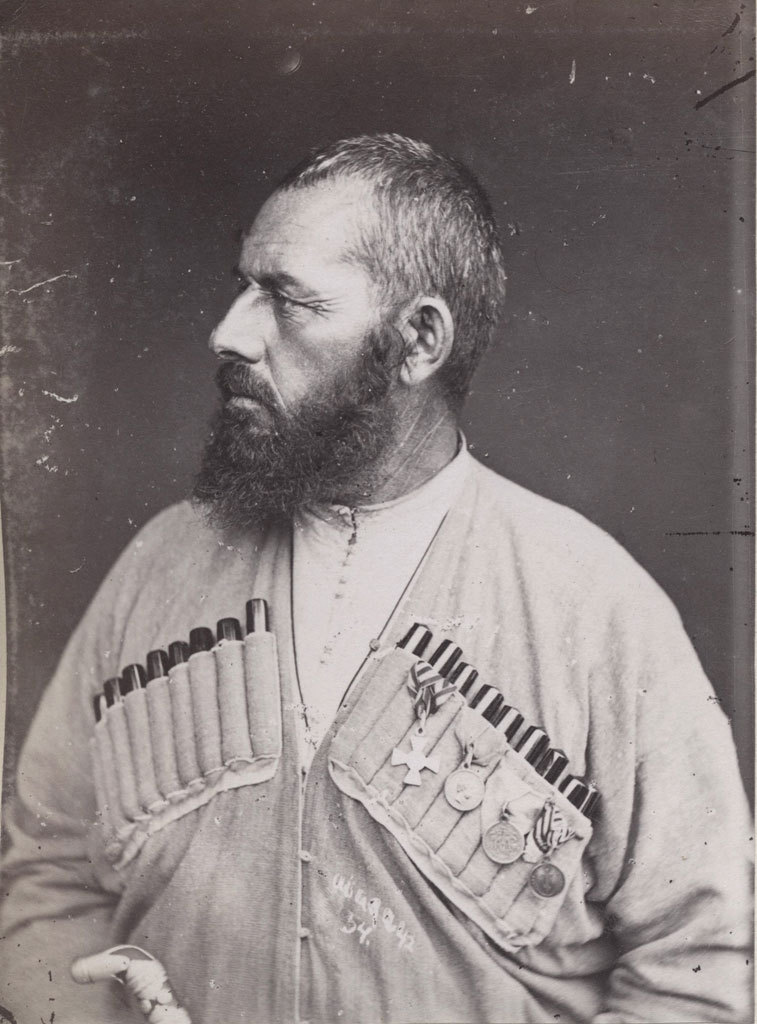
Géorgien
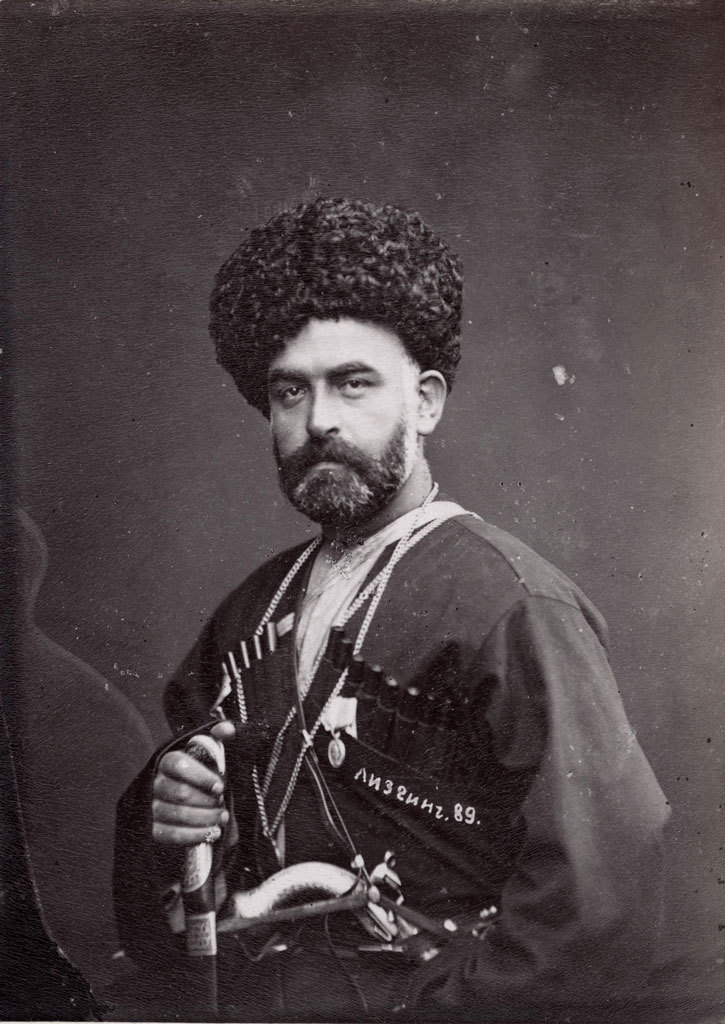
Géorgien
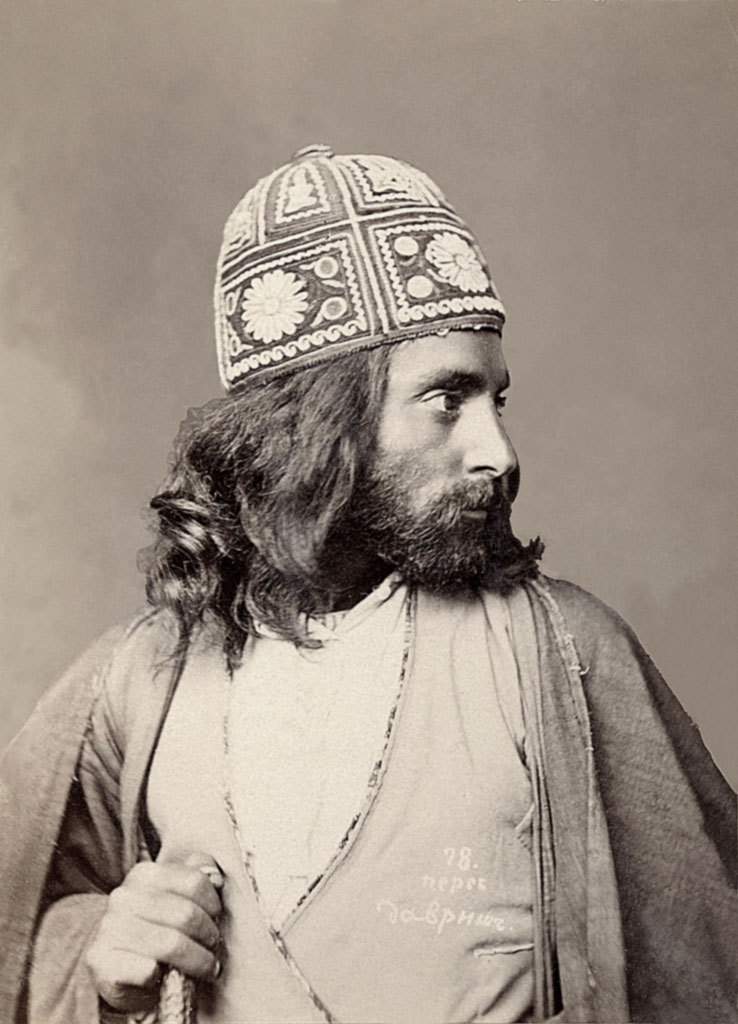
Un Perse

### Portraits de célébrités

Chamil, un chef de guerre qui lutta contre l'armée russe entre 1830 et 1860
Vaja-Pchavela, écrivain
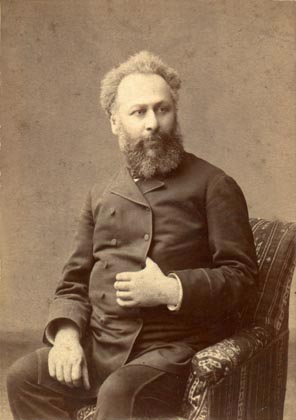
Akaki Tsereteli, poète
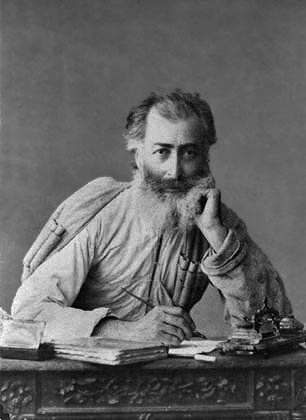
Alexandre Kazbegui, poète
Probablement Lado Alexi-Meskhishvili, acteur
Nobles géorgiens
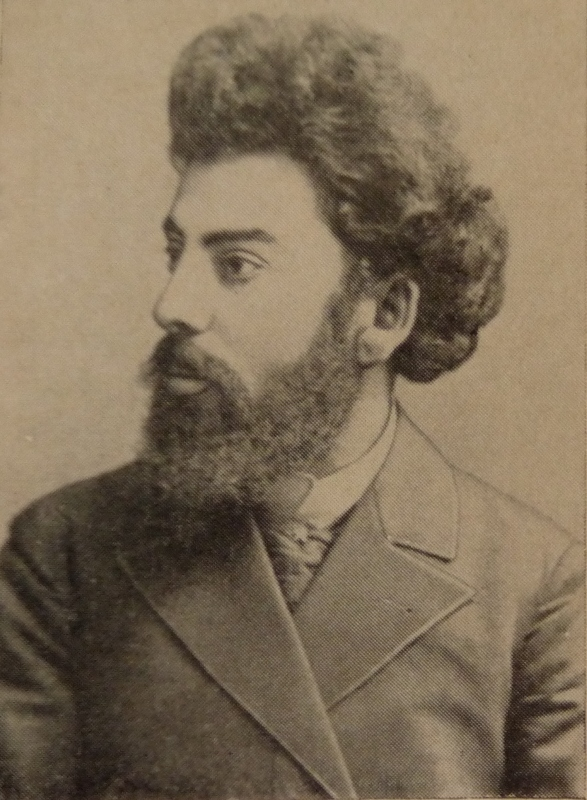
Shio Aragvispireli (en), écrivain
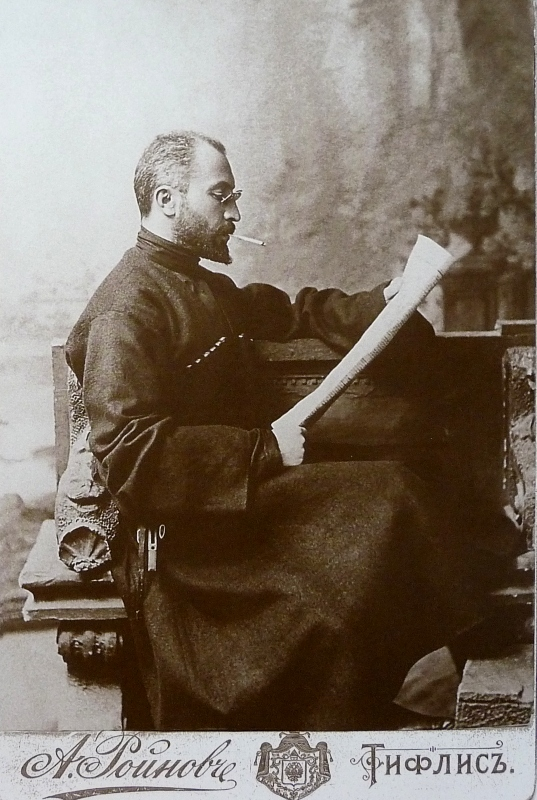
Valerian Gunia, homme de théâtre